# Tom Crean
Tom Crean (Annascaul, 20 luglio 1877 – Cork, 27 luglio 1938) è stato un esploratore e militare irlandese.

## Biografia
Nato nella città di Annascaul nella contea di Kerry nell'Irlanda del sud, e secondo ufficiale dell'imbarcazione Endurance, nella spedizione di Ernest Henry Shackleton al polo sud.